# Bartol Petrić
Bartol Petrić (30. dubna 1899 Stari Grad, ostrov Hvar - 24. října 1974 Split) byl chorvatský malíř.

## Život
Vystudoval Akademii výtvarných umění v Záhřebu (Akademija likovnih umjetnosti u Zagrebu), kterou absolvoval v roce 1929. Od roku 1948 až do svého odchodu do důchodu pracoval jako konzervátor a kreslíř v Muzeu chorvatských starožitností ve Splitu (Muzej hrvatskih starina u Splitu, dnes Muzej hrvatskih arheoloških spomenika).
V roce 1963 založil ve Starém Gradu Galerii Juraje Plančiće. Z této galerie později vzniklo Muzeum města Stari Grad 

## Dílo
Pracoval ve stylu postimpresionistického kolorismu podobně jako Juraj Plančić nebo Vjekoslav Parać. Vytvářel figurální kompozice (Rybáři, Oběd na poli, Sedláci u věže) a díla na motivy z rodného kraje, zejména krajiny a veduty (sbírka grafik Stari Grad). Vedle malby se věnoval kresbě tuší a sépií.

### Výstavy
- 1999 Split, 19. květen – 15. červen, Stari Grad, 15. srpen – 5. září,[3]
- 2009 Dva starogradska slikara: Juraj Plančić i Bartol Petrić,[4]
- 2013 Crteži i dokumenti iz donirane ostavštine Bartola Petrića, Muzeum města Stari Grad,[2]

Díla Bartola Petriće jsou součástí stálé expozice Četiri starogradska umjetnika XX. stoljeća (Čtyři starogradští umělci 20. století) v Muzeu města Stari Grad.